# Clímax (ecología)
En ecología, el concepto de clímax viene determinado por la situación más estable a la que es capaz de llegar un ecosistema.
Partiendo de un desierto ecológico, pongamos por ejemplo una tierra nueva a colonizar formada con el enfriamiento de lava por una reciente erupción volcánica, desde el momento inicial comienza a ser colonizado por la vida. Se inician relaciones entre las especies colonizadoras, formando así un ecosistema frágil y poco adaptado a la vida. Poco a poco, el ecosistema evoluciona, madura y tanto se adapta al entorno como adapta el propio entorno a sus necesidades. El ecosistema de esta forma va evolucionando hacia una madurez en la que el objetivo perseguido es un equilibrio y un mayor aprovechamiento de los recursos materiales (puesto que los energéticos sobran gracias al Sol) aumentando los niveles tróficos y ganando en complejidad. El ecosistema que está en la cima de su equilibrio y ha conseguido su máxima cantidad de relaciones tróficas, se dice que ha llegado a su clímax, y a la comunidad (o comunidades) que vive en él, se la denomina comunidad clímax.